# Куприяновка (район имени Габита Мусрепова)
Куприяновка (каз. Куприяновка) — село в районе имени Габита Мусрепова Северо-Казахстанской области Казахстана. Входит в состав Нежинского сельского округа. Код КАТО — 596649500.

## Население
В 1999 году численность населения села составляла 110 человек (56 мужчин и 54 женщины). По данным переписи 2009 года, в селе проживало 58 человек (30 мужчин и 28 женщин).